# Zou Rong
Dans ce nom chinois, le nom de famille précède le nom personnel.
Zou Rong (1885 - 3 avril 1905, chinois : 鄒容 ; pinyin : Zōu Róng ; Wade : Tsou Jung) était un nationaliste et martyr révolutionnaire chinois du mouvement anti-Qing. Il est né à Chongqing, dans la province du Sichuan. Il fut envoyé au Japon dans son enfance pour étudier la voie de la réussite de la modernisation japonaise. Lorsqu'il rentre en Chine, il commence à écrire des essais sur la façon de libérer la nation chinoise du régime mandchou et de l'impérialisme étranger. En 1903, il publie un petit livre intitulé L'Armée révolutionnaire. Étroitement associé à Zhang Binglin, il est impliqué dans l'incident de Subao, pour lequel il est condamné à deux ans de prison. Il mourra au cours de sa détention.
Zou considère le gouvernement Qing comme étant incapable de gérer la crise contemporaine de la colonisation, faible et corrompu. Selon lui, les Mandchous sont la source de l'incapacité de la Chine à surmonter les obstacles traditionnels sur la route des réformes modernes et il analyse leurs erreurs et faiblesses une à une. Il est également influencé par l'idéologie raciale Han, qu'il utilise comme preuve dans son attaque envers la classe gouvernante mandchoue. Il préconise « l'annihilation des plus de cinq millions Mandchous, nous purifiant de 260 ans de douleur sévère et implacable. Ainsi le sol du sous-continent chinois sera immaculé, et les descendants de l'Empereur jaune deviendront tous des Washingtons. »
Ses appels à la souveraineté du peuple chinois incluent l'établissement d'un parlement, l'égalité des droits des femmes, la liberté d'expression et la liberté de la presse. Ils sont relayés à travers le monde par Sun Yat-sen. Les fonctionnaires Qing tentent d'arrêter et réduire au silence Zou Rong. Ironiquement, il vit dans une concession étrangère à Shanghai, où il profite des droits extraterritoriaux et où il ne peut pas être condamné à mort par la cour Qing. Il est donc condamné à deux ans de prison, au cours desquels il tombe malade et meurt en avril 1905 à l'âge de 21 ans.